# Antonio Magaz
Antonio Magaz y Pers, II marqués de Magaz (Barcelona, 21 de junio de 1864 - Madrid, 13 de octubre de 1953), fue un marino militar, diplomático y político español, vicepresidente del segundo Directorio Militar durante la dictadura de Primo de Rivera (1923-1925) y gentilhombre de cámara con ejercicio del rey Alfonso XIII. Es mencionado en diversas fuentes como marqués de Magaz o almirante Magaz.

## Biografía
Era hijo de Juan Magaz y Jaime (Calatayud, 1823-Madrid, 1901), I marqués de Magaz, y de Leonor Pers y Girandón. En 1878 ingresó en la Escuela Naval Flotante, a bordo de la fragata Asturias. En 1880 ascendió a guardiamarina y, en 1884, a alférez de navío. En sus primeros años de servicio navegó en las corbetas Ferrolana, Tornado y María de Molina, y en las fragatas Blanca, Carmen, Zaragoza, Gerona y Lealtad.
En 1892, ya como teniente de navío, participó en la recreación del viaje de descubrimiento de América efectuado por una réplica de la nao Santa María, en el cuarto centenario del descubrimiento.
En 1898 participó en la guerra de Cuba a bordo del crucero acorazado Vizcaya, entrando en combate con la marina estadounidense el 3 de julio de ese año en Santiago de Cuba, batalla en que fue destruida la flota española. Posteriormente, recibió el mando de los cañoneros Mac Mahón (1900) y Temerario (1909). En 1915 pasó a comandar la corbeta-escuela Nautilus y, al año siguiente, dirigió por un breve espacio de tiempo la Escuela Naval Militar. Fue luego fiscal del Tribunal Supremo de Guerra y Marina, para pasar posteriormente a comandar el acorazado España.
En 1920 fue ascendido a contraalmirante y nombrado Delegado Naval de España en la Comisión Permanente de la Sociedad de Naciones. En 1922 pasó a dirigir la recién creada Aeronáutica Naval.
Con el advenimiento de la dictadura de Primo de Rivera pasó a formar parte del Directorio Militar, del que fue vicepresidente (1923-1925) y presidente interino durante la estancia del dictador en África (1924-1925).
En 1930 fue nombrado almirante y capitán general del Departamento Marítimo de Cartagena. Desde ese puesto, el 14 de abril del año siguiente, fue el encargado de despedir al rey Alfonso XIII a su exilio, tras las elecciones que darían paso a la Segunda República. 
Fue embajador en la Santa Sede en dos ocasiones (1926-1930) (1936). Posteriormente fue embajador en Berlín (1937-1940) y Buenos Aires (1940-1943).

## Santa Sede
En 1936 fue comisionado por la Junta de Defensa Nacional de Burgos para obtener el placet como embajador ante la Santa Sede; este le fue denegado puesto que la Santa Sede solo reconocía al representante del gobierno de la Segunda República, Luis de Zulueta, como embajador. Finalmente el 30 de septiembre, ante la ausencia del embajador, Magaz se hizo con el control de la sede y al día siguiente izó la bandera monárquica. La Santa Sede nunca le reconoció oficialmente, aunque finalmente, cuando Magaz fue destinado a Berlín, acabó reconociendo a su sucesor, Pedro de Churruca y Dotes.

## Berlín
Durante su estancia en Berlín realizó el traslado de la embajada del antiguo palacio Thiele-Winkler a la actual sede en el barrio diplomático. Asimismo, el 4 de julio de 1939 hizo entrega a Hitler, en la Cancillería del Reich, de tres cuadros de Zuloaga, ofrecidos en nombre de Franco.
Desarrolló una interesante actividad en la adquisición para la futura embajada de objetos decorativos y obras de arte, coincidiendo con un momento convulso en el mercado del arte debido a la decisión del gobierno alemán de considerar arte degenerado (Entartete Kunst) la mayoría de las obras de arte de las vanguardias, con la consiguiente depreciación de su valor.
La vinculación del marquesado con las vanguardias artísticas continuó con su sucesor, Antonio Magaz y Sangro, autor de un estudio sobre la pintura de Fernando Zóbel.

## Familia
Casó con María de los Ángeles Fernández de Henestrosa y Fuentes-Bustillo (Madrid, 1863-Madrid, 1934), y fue padre de Juan, Jaime, Carlos, Antonio y Andrés Magaz y Fernández de Henestrosa. Su nieto, Antonio Magaz y Sangro (Madrid, enero 1926-Santander, 12 de junio de 1984) (hijo de Juan, que fue fusilado el 7 de noviembre de 1936 en la cárcel Modelo de Madrid) le sucedió como III marqués de Magaz.